# Órgão de cores

Teclado Scriabin

O termo órgão de cores refere-se a uma tradição de dispositivos mecânicos (século XVIII), e depois eletromecânicos, construídos para representar sons ou acompanhar a música em mídias visuais—por qualquer número de maneiras. No começo do século XX, uma tradição de órgão de cores silencioso (Lumia) se desenvolveu. Nos anos 1960~1970, o termo "órgão de cores" tornou-se popularmente associado com dispositivos eletrônicos que respondiam a entradas de música com exibições luminosas. O termo "órgão de luz" é cada vez mais usado para estes dispositivos, permitindo que "órgão de cores" retome seu significado original.

## Desenvolvimento inicial
Em 1877, o artista e inventor estadunidense Bainbridge Bishop consegue uma patente para seu primeiro Órgão de Cores. Os instrumentos eram acessórios iluminados designados para que os órgãos de tubo pudessem projetar cores coloridas em uma tela em sincronia com a realização musical. Bishop construiu três unidades deste instrumento; todos foram destruídos por incêndios, incluindo um na cada do P. T. Barnum.
Em 1893, o pintor britânico Alexander Wallace Rimington inventou o Clavier à lumières. Seu órgão de cores atraiu bastante atenção, incluindo a de Richard Wagner e Sir George Grove.